# 詹廣譽
詹广誉，字昌孟，号涵川，一号香林居士，广东饶平县元歌都陈坑人。清朝政治人物。

## 生平
少年入海阳县学，雍正五年（1727年）丁未科一百二十八名进士，榜姓吴。官江西余干县知县，历官德安、广丰、玉山、上饶、宁都等县，陞山东滨州知州，调东平州知州。

## 家族
父詹雲翼，举人。弟詹豹略、詹春光均為進士。

## 外部連結
- 八角九进士之一：东平老爷詹广誉